# 26291 Terristaples
26291 Terristaples este un asteroid din centura principală de asteroizi.

## Descriere
26291 Terristaples este un asteroid din centura principală de asteroizi. A fost descoperit pe 26 septembrie 1998 la Socorro, New Mexico, în cadrul proiectului LINEAR. Asteroidul prezintă o orbită caracterizată de o semiaxă mare de 2,32 ua, o excentricitate de 0,17 și o înclinație de 2,3° în raport cu ecliptica.